# Neophylchlorid
Neophylchlorid ist eine chemische Verbindung aus der Gruppe der Chlorkohlenwasserstoffe.

## Gewinnung und Darstellung
Neophylchlorid (siehe unten Abb. 2) kann durch Alkylierung von Benzol mit 3-Chlor-2-methylpropen (1) in Gegenwart von Schwefelsäure gewonnen werden.
Neophylchlorid kann auch durch Chlorierung von tert-Butylbenzol (zum Beispiel mit Sulfurylchlorid) dargestellt werden.

## Eigenschaften
Neophylchlorid ist eine hellgelbe Flüssigkeit, die sehr gut löslich in Aceton, Benzol, Diethylether und Ethanol ist.

## Verwendung
Neophylchlorid wird als Zwischenprodukt für organische Synthesen (zum Beispiel Fenbutatinoxid) verwendet.